# Instytut Badań Tekstu Nowego Testamentu

Logo INTF

Instytut Badań Tekstu Nowego Testamentu (niem. Institut für neutestamentliche Textforschung — INTF) – instytut powołany do prowadzenia badań nad tekstem Nowego Testamentu. INTF został założony w 1959 roku przez Kurta Alanda (1915-1994) i D.D. Litt (1915-1994) przy Westfalskim Uniwersytecie Wilhelma w Münsterze, w Westfalii, Niemcy. Aland był pierwszym dyrektorem Instytutu. W 1983 roku Barbara Aland, jego żona, zastąpiła go na tym stanowisku, a od roku 2004 dyrektorem INTF-u jest Holger Strutwolf. 
Podczas zakładania instytutu przyświecał cel przygotowania tzw. Editio Critica Maior opartej na całej tradycji wszystkich greckich rękopisów Nowego Testamentu, wczesnych przekładach i cytatach Nowego Testamentu w starożytnej literaturze chrześcijańskiej. Pod nadzorem Kurta Alanda INTF zgromadził niemal cały materiał. Pierwsza część Editio Critica Maior zawierająca Listy powszechne została opublikowana w 1997. 
INTF gromadzi również niektóre rękopisy Nowego Testamentu i wziął na siebie odpowiedzialność za katalogowanie rękopisów Nowego Testamentu.